# Миссис Даутфайр
«Ми́ссис Даутфа́йр» (англ. Mrs. Doubtfire) — комедия режиссёра Криса Коламбуса, снятая в 1993 году по роману Энн Файн «Мадам Даутфайр». Главные роли в фильме, спродюсированном 20th Century Fox, исполнили Робин Уильямс и Салли Филд.
Картина была выдвинута на множество наград и получила премию «Оскар» за лучший грим и причёски, а также две премии «Золотой глобус» (в том числе и за лучший фильм — комедия или мюзикл). Фильм был адаптирован для театральной сцены и воссоздан в качестве мюзикла на Бродвее.

## Сюжет
На внештатного актёра озвучивания Дэниэла Хилларда сыплются неприятности: он теряет работу, от него уходит жена Миранда, а после развода ему разрешено видеть детей всего раз в неделю. Но Дэниэл находит выход: переодевшись в женское платье и представившись миссис Даутфайр, пожилой женщиной, он нанимается к своей бывшей жене в качестве домработницы и теперь может видеть своих детей каждый день. Когда Дэниэлу предлагают новую работу, ему приходится выбирать между ней и ежедневной заботой о детях, да и сами дети вскоре раскрывают личность домработницы.

## В ролях
- Робин Уильямс — Дэниэл Хиллард / миссис Даутфайр
- Салли Филд — Миранда Хиллард, его жена
- Мэттью Лоуренс — Кристофер Хиллард, их сын
- Лиза Джейкаб — Лидия Хиллард, их старшая дочь
- Мара Уилсон — Натали Хиллард, их младшая дочь
- Пирс Броснан — Стюарт Данмайр, ухажёр Миранды
- Харви Файерстин — Фрэнк Хиллард, брат Дэниэла
- Энн Хейни — миссис Селнер, социальная работница
- Роберт Проски — Джонатан Ланди, начальник Дэниэла
- Полли Холлидей — Глория Чейни
- Мартин Малл — Джастин Грегори

## Факты
- Фамилия Даутфайр (Doubtfire) была взята главным героем из первого попавшегося газетного заголовка — «Police Doubt Fire Was Accidental» («Полиция сомневается, что пожар был случайным»). В российском прокате название фильма на первых порах переводилось как «Сомнительная дама».
- В фильме герой Робина Уильямса разводится с женой и становится няней для её детей. В реальной жизни актёр-комик развёлся с женой, чтобы жениться на няне[2].
- Персонаж «Миссис Даутфайр» был впервые сыгран Робином Уильямсом на шоу Энди Кауфмана. Он изображал бабушку Кауфмана[2].
- Каждый съёмочный день Уильямс проводил около 4—5 часов в гримёрке[2].
- Сцена, в ходе которой Дэниэл теряет свою маску, и та улетает в окно, потребовала более 50 дублей[2]. Эта маска на самом деле являлась лишь подпоркой для всего остального грима, который состоял из восьми отдельных частей.
- Специфический акцент миссис Даутфайр был позаимствован у шотландского режиссёра Билла Форсайта, с которым исполнитель главной роли Робин Уильямс познакомился на съемочной площадке картины «Быть человеком».
- В DVD-издание 2008 года вошло около 30 минут удалённых сцен («Behind-the-Seams Edition»)[3].
- В одной из серий американского мультсериала «Мир Бобби» дядя главного героя мальчика Бобби Дженерика Тед переоделся в старушку, когда его сестра Марта не дала ему присмотреть за Бобби, и был разоблачён далеко не быстро, что является отсылкой к данному фильму.

## Саундтрек
Музыку к фильму написал известный композитор Говард Шор. Актёр Робин Уильямс самостоятельно исполнил отрывок из арии «Largo Al Factotum» оперы Россини «Севильский цирюльник».
Также в фильме звучат следующие песни:
- Aerosmith — «Dude (Looks Like a Lady)»
- The Four Seasons — «Walk Like a Man»
- Frank Sinatra — «Luck Be A Lady»
- James Brown — «Papa’s Got A Brand New Bag»
- House of Pain — «Jump Around»
- B.B.King и Albert Collins — «Stormy Monday Blues»

## Награды и номинации
- 1994 — премия «Оскар» за лучший грим (Грег Кэнном, Ве Нилл, Йоланда Тусьян)
- 1994 — две премии «Золотой глобус»: лучший фильм — комедия или мюзикл, лучшая мужская роль в комедии или мюзикле (Робин Уильямс)
- 1994 — номинация на премию BAFTA за лучший грим (Грег Кэнном, Ве Нилл, Йоланда Тусьян)